# 国道4号 (台湾)
国道4号（こくどうよんごう、ピンイン：Guódào Sīhào、注音: ㄍㄨㄛˊ ㄉㄠˋ ㄙˋ ㄏㄠˋ）は、一般に台中環線と称され、台中市を連絡する自動車専用道路である。制限速度は全線90km/h。

## 概況
北線は西より台中市清水区、神岡区、豊原区を通過し、前身は台中生活圏1号線である。既に完成しており中港ジャンクションでフォルモサ高速公路と、台中ジャンクションで高速道路1号と連絡している。
南線は台中市豊原区、潭子区を通過し、前身は台中生活圏5号線である。現在計画段階であり、潭子ジャンクションで台74線（台中生活圏2号線）と連託する予定である。

## 歴史
- 2001年11月 - 全線開通。制限速度は80km/hとされる
- 2002年10月 - 中港JCT以東の制限速度を90km/hに変更
- 2003年4月 - 全線で制限速度を90km/hに変更
- 2012年6月 - 全線で制限速度を100km/hに変更
- 2018年10月 - 台中環線神岡后里線開通。制限速度は70km/hとされる

## 設備
| 距離 | 種類 | 施設名  | 接続路線名            | 備考                                                    | 所在地 | 所在地 |
| ---- | ---- | ------- | --------------------- | ------------------------------------------------------- | ------ | ------ |
| 0    | 起点 | 清水端  | 台1号線 台17号線      |                                                         | 台中市 | 清水区 |
| 2.3  | JCT  | 中港JCT | 国道3号線             |                                                         | 台中市 | 清水区 |
| 9.0  | JCT  | 神岡IC  | 后神路                | 台中環線神岡后里線                                      | 台中市 | 神岡区 |
| 11.7 | JCT  | 台中JCT | 高速道路1号           |                                                         | 台中市 | 神岡区 |
| 14.3 | IC   | 后豊IC  | 台13号線              | ハーフインターチェンジ 清水・神岡方面入口、豊原方面出口 | 台中市 | 豊原区 |
| 17.8 | IC   | 豊勢    | 台3号線 東豊快速道路  |                                                         | 台中市 | 豊原区 |
| 26   | IC   | 潭子    | 豊原連絡路 潭子連絡路 |                                                         |        | 潭子区 |
| 28   | JCT  | 潭子JCT | 台74号線              |                                                         |        | 潭子区 |

- インターチェンジ - 4ヶ所
- ジャンクション - 2ヶ所
- トンネル - 3ヶ所
- 料金所 - なし
- 休憩所 - なし

## 車線・最高速度
| 区間                    | 車線 東向+西向=東西向 | 最高速度 | 備考 |
| ----------------------- | --------------------- | -------- | ---- |
| 清水端-中港JCT          | 2+2=4                 | 100km/h  |      |
| 中港JCT-豐原            | 3+3=6                 | 100km/h  |      |
| 豐原-潭子JCT （建設通） | 3+3=6                 | 100km/h  |      |